# Campeonato Ecuatoriano de Fútbol 2015
El Campeonato Ecuatoriano de Fútbol 2015, cuyo nombre comercial fue «Copa Pilsener 2015», fue la quincuagésima séptima (57.ª) edición de la Serie A del fútbol profesional ecuatoriano. El torneo fue organizado por la Federación Ecuatoriana de Fútbol y consistió en un sistema de 3 etapas. La primera y segunda etapa se desarrollaron con un sistema de todos contra todos, mientras que la tercera etapa consistió en la final del torneo en partidos de ida y vuelta que la jugaron los ganadores de las etapas anteriores. Se otorgaron tres cupos para la Copa Libertadores 2016 y cuatro para la Copa Sudamericana 2016.
El Emelec se proclamó campeón por decimotercera vez y de tal manera consiguió su primer tri-campeonato en su historia "un récord que ostentaba El Nacional en ser el único equipo ecuatoriano en lograrlo". Esto tras haber ganado la segunda etapa y por ende haber clasificado a la final en la que rivalizó con Liga Deportiva Universitaria que ya había ganado la primera etapa en la cual ganó por un marcador global de 3 a 1.

## Sistema de juego
El Campeonato Nacional 2015 estuvo compuesto de 3 etapas, se jugó con la misma modalidad del 2014.
El Campeonato Nacional de Fútbol Serie A 2015, según lo establecido, fue jugado por 12 equipos que se disputaron el título en tres etapas. En total se jugaron 44 fechas que iniciaron el 31 de enero.
La primera etapa del campeonato consistió de 22 jornadas. La modalidad fue de todos contra todos; el equipo que terminó primero clasificó a la final de campeonato. 
La segunda etapa fue totalmente igual a la primera; el equipo que terminó primero clasificó a la final de campeonato.
La tercera etapa sirvió para proclamar el «campeón nacional» y consistió en dos partidos en donde se disputó el campeonato en partidos de ida y vuelta entre los equipos que lograron el primer lugar en las etapas primera y segunda del campeonato.  
Así mismo para la clasificación para los torneos internacionales fue de la siguiente manera: para la Copa Libertadores 2016 clasificaron el campeón como Ecuador 1, el equipo ubicado en segundo lugar de la tabla acumulada como Ecuador 2 (subcampeón) y el tercero de la tabla acumulada como Ecuador 3. Para la Copa Sudamericana 2016 clasificaron: el campeón como Ecuador 1, el cuarto de la tabla acumulada como Ecuador 2, el quinto de la tabla acumulada como Ecuador 3 y el sexto de la tabla acumulada como Ecuador 4.
Los equipos que ocuparon los dos últimos puestos en la tabla acumulada de ambas etapas (44 jornadas) perdieron la categoría y jugaron en la Serie B en el 2016.

## Relevo anual de clubes
| Pos | Ascendidos de la Serie B |
| --- | ------------------------ |
| 1.º | Aucas                    |
| 2.º | River Ecuador            |

| Pos  | Descendidos de la Serie A |
| ---- | ------------------------- |
| 11.º | Manta                     |
| 12.º | Olmedo                    |

## Equipos participantes
Los estadios para la temporada 2015, página oficial FEF.
| Nombre del club                       | Ciudad                                      | Entrenador        | Estadio | Capacidad                                            | Marca           | Patrocinador                              |
| ------------------------------------- | ------------------------------------------- | ----------------- | --- | ---------------------------------------------------- | --------------- | ----------------------------------------- |
| Sociedad Deportiva Aucas              | Quito                                       | Carlos Ischia     | Gonzalo Pozo Ripalda                                                                                         | 18 799                                               | Lotto           | Cooperativa Andalucía Ltda.               |
| Barcelona Sporting Club               | Guayaquil                                   | Guillermo Almada  | Monumental Banco Pichincha                                                                                   | 57 267                                               | Marathon Sports | Cerveza Pilsener                          |
| Club Deportivo Cuenca                 | Cuenca                                      | Álex Aguinaga     | Alejandro Serrano Aguilar                                                                                    | 18 549                                               | Marathon Sports | Cerveza Pilsener                          |
| Sociedad Deportivo Quito              | Quito                                       | Carlos Sevilla    | Olímpico Atahualpa                                                                                           | 35 258                                               | Fila            | Panadería y Pastelería La Unión           |
| Club Deportivo El Nacional            | Quito                                       | Eduardo Favaro    | Olímpico Atahualpa                                                                                           | 35 258                                               | Lotto           | Cerveza Pilsener                          |
| Club Sport Emelec                     | Ciudades Milagro Guayaquil Manta Portoviejo | Omar De Felippe   | EstadiosLos Chirijos Alberto Spencer Banco del Pacífico Christian Benítez Betancourt Jocay Reales Tamarindos | Capacidades12 000 42 000 24 000 10 152 18 125 25 000 | New Balance     | Cerveza Pilsener                          |
| Club Independiente del Valle          | Sangolquí                                   | Pablo Repetto     | General Rumiñahui                                                                                            | 7233                                                 | Marathon Sports | DirecTV                                   |
| Liga Deportiva Universitaria de Loja  | Loja                                        | Geovanny Cumbicus | Reina del Cisne                                                                                              | 13 359                                               | Astro           | Industria Lojana de Especerías (Ile) C.A. |
| Liga Deportiva Universitaria de Quito | Quito                                       | Luis Zubeldía     | Casa Blanca                                                                                                  | 55 400                                               | Umbro           | Chevrolet                                 |
| Mushuc Runa Sporting Club             | Ambato                                      | Sixto Vizuete     | Bellavista                                                                                                   | 16 467                                               | Aurik           | Cooperativa Mushuc Runa                   |
| Club Deportivo River Ecuador          | Guayaquil                                   | Marcelo Trobbiani | Christian Benítez Betancourt                                                                                 | 10 152                                               | Astro           | Radio Caravana                            |
| Club Deportivo Universidad Católica   | Quito                                       | Jorge Célico      | Olímpico Atahualpa                                                                                           | 35 258                                               | Astro           | Discover Card                             |

## Equipos por ubicación geográfica
| Provincia  | N.º | Equipos                                                                                                  |
| ---------- | --- | --- |
| Pichincha  | 6   | - Aucas - Deportivo Quito - El Nacional - Independiente del Valle - Liga de Quito - Universidad Católica |
| Guayas     | 3   | - Barcelona - Emelec - River Ecuador                                                                     |
| Azuay      | 1   | - Deportivo Cuenca                                                                                       |
| Loja       | 1   | - Liga de Loja                                                                                           |
| Tungurahua | 1   | - Mushuc Runa                                                                                            |

| Independiente del Valle Barcelona Emelec River Ecuador Universidad Católica Liga de Quito El Nacional Deportivo Quito Aucas Deportivo Cuenca Mushuc Runa Liga de Loja |

## Cambio de entrenadores

### Primera etapa
| Equipo           | Pos. | Entrenador Saliente  | Último partido                            | Fecha | Entrenador Sucesor | Fecha debut | Ref   |
| ---------------- | ---- | -------------------- | ----------------------------------------- | ----- | ------------------ | ----------- | ----- |
| Emelec           | 4    | Gustavo Quinteros    | El Nacional 1 : 1 Emelec                  | 7.º   | Omar De Felippe    | 8.º         | [ 2 ] |
| Mushuc Runa      | 11   | Julio Asad           | Mushuc Runa 0 : 3 El Nacional             | 10.º  | Sixto Vizuete      | 11.º        | [ 3 ] |
| Deportivo Cuenca | 10   | Paúl Vélez           | Emelec 3 : 1 Deportivo Cuenca             | 11.º  | Álex Aguinaga      | 13.º        | [ 4 ] |
| El Nacional      | 9    | Octavio Zambrano     | Independiente del Valle 1 : 0 El Nacional | 18.º  | Rubén Darío Insúa  | 19.º        | [ 5 ] |
| Deportivo Quito  | 5    | Tabaré Silva         | Deportivo Quito 1 : 1 Mushuc Runa         | 19.º  | Paúl Vélez         | 20.º        | [ 6 ] |
| Barcelona        | 4    | Rubén Israel         | Barcelona 0 : 2 El Nacional               | 19.º  | Guillermo Almada   | 20.º        | [ 7 ] |
| Aucas            | 12   | Juan Ramón Silva     | Liga de Loja 2 : 5 Aucas                  | 19.º  | Carlos Ischia      | 20.º        | [ 8 ] |
| Liga de Loja     | 11   | Julio César Toresani | Liga de Loja 2 : 5 Aucas                  | 19.º  | Geovanny Cumbicus  | 20.º        | [ 9 ] |

### Segunda etapa
| Equipo          | Pos. | Entrenador Saliente | Último partido                              | Fecha | Entrenador Sucesor | Fecha debut | Ref    |
| --------------- | ---- | ------------------- | ------------------------------------------- | ----- | ------------------ | ----------- | ------ |
| Deportivo Quito | 10   | Paúl Vélez          | Deportivo Quito 1 : 4 Liga de Quito         | 7.º   | Carlos Sevilla     | 9.º         | [ 10 ] |
| River Ecuador   | 11   | Humberto Pizarro    | River Ecuador 1 : 3 Independiente del Valle | 13.º  | Marcelo Trobbiani  | 14.º        | [ 11 ] |
| El Nacional     | 11   | Rubén Darío Insúa   | River Ecuador 5 : 0 El Nacional             | 15.º  | Quenrri Valencia   | 16.º        | [ 13 ] |
| El Nacional     | 11   | Quenrri Valencia    | El Nacional 0 : 2 Universidad Católica      | 17.º  | Eduardo Favaro     | 18.º        | [ 14 ] |

## Primera etapa

### Clasificación
| Pos. | Equipo                  | Pts. | PJ | G  | E | P  | GF | GC | Dif. |  |
| ---- | ----------------------- | ---- | -- | -- | - | -- | -- | -- | ---- |  |
| 1    | Liga de Quito           | 47   | 22 | 13 | 8 | 1  | 28 | 10 | +18  |  |
| 2    | Emelec                  | 45   | 22 | 13 | 6 | 3  | 41 | 18 | +23  |  |
| 3    | Independiente del Valle | 42   | 22 | 12 | 6 | 4  | 35 | 24 | +11  |  |
| 4    | Barcelona               | 32   | 22 | 10 | 3 | 9  | 33 | 24 | +9   |  |
| 5    | Deportivo Quito         | 29   | 22 | 7  | 8 | 7  | 33 | 37 | −4   |  |
| 6    | El Nacional             | 28   | 22 | 8  | 4 | 10 | 28 | 24 | +4   |  |
| 7    | River Ecuador           | 26   | 22 | 7  | 5 | 10 | 27 | 32 | −5   |  |
| 8    | Mushuc Runa             | 26   | 22 | 7  | 5 | 10 | 25 | 38 | −13  |  |
| 9    | Deportivo Cuenca        | 23   | 22 | 5  | 8 | 9  | 25 | 37 | −12  |  |
| 10   | Aucas                   | 22   | 22 | 5  | 7 | 10 | 32 | 34 | −2   |  |
| 11   | Universidad Católica    | 21   | 22 | 5  | 6 | 11 | 22 | 31 | −9   |  |
| 12   | Liga de Loja            | 16   | 22 | 5  | 4 | 13 | 17 | 37 | −20  |  |

 Fuente: FEF
Notas:
1. ↑  Barcelona, por reglamento de la Federación Ecuatoriana de Fútbol pierde 1 punto al no entregar a tiempo roles de pago respectivos.[15]
2. ↑  Liga de Loja sufrió la pérdida de 3 puntos por hacer actuar a Ángel Gracia, jugador que había terminado su contrato con el equipo lojano el 30 de junio, sin embargo el futbolista jugó el partido de la Fecha 22 de la Primera etapa contra Barcelona S.C. en Guayaquil, la Comisión Disciplinaria de la Federación Ecuatoriana de Fútbol decidió quitarle 3 puntos al cuadro de la garra del oso.[16]

|  | Clasifica a la final de campeonato y a la Copa Libertadores 2016. |

### Evolución de la clasificación
| Equipo                  | 01 | 02 | 03 | 04 | 05 | 06 | 07 | 08 | 09 | 10 | 11 | 12 | 13 | 14 | 15 | 16 | 17 | 18 | 19 | 20 | 21 | 22 |
| ----------------------- | -- | -- | -- | -- | -- | -- | -- | -- | -- | -- | -- | -- | -- | -- | -- | -- | -- | -- | -- | -- | -- | -- |
| Liga de Quito           | 4  | 4  | 3  | 3  | 2  | 3  | 2  | 3  | 2  | 2  | 3  | 2  | 2  | 1  | 1  | 1  | 1  | 1  | 2  | 1  | 1  | 1  |
| Emelec                  | 8  | 2  | 1  | 2  | 4  | 4  | 4  | 2  | 3  | 3  | 2  | 3  | 3  | 3  | 3  | 3  | 3  | 3  | 3  | 3  | 2  | 2  |
| Independiente del Valle | 3  | 1  | 4  | 1  | 1  | 1  | 1  | 1  | 1  | 1  | 1  | 1  | 1  | 2  | 2  | 2  | 2  | 2  | 1  | 2  | 3  | 3  |
| Barcelona               | 5  | 8  | 5  | 6  | 7  | 9  | 6  | 6  | 6  | 4  | 4  | 6  | 5  | 5  | 6  | 6  | 4  | 4  | 4  | 4  | 4  | 4  |
| Deportivo Quito         | 7  | 10 | 11 | 12 | 12 | 11 | 11 | 9  | 8  | 7  | 5  | 4  | 4  | 4  | 4  | 4  | 5  | 5  | 5  | 5  | 5  | 5  |
| El Nacional             | 12 | 12 | 12 | 10 | 10 | 7  | 8  | 10 | 10 | 9  | 9  | 8  | 9  | 8  | 8  | 8  | 7  | 9  | 8  | 6  | 6  | 6  |
| River Ecuador           | 1  | 3  | 2  | 4  | 3  | 2  | 3  | 5  | 4  | 5  | 7  | 5  | 6  | 6  | 5  | 5  | 6  | 6  | 6  | 7  | 7  | 7  |
| Mushuc Runa             | 2  | 7  | 9  | 9  | 9  | 10 | 9  | 11 | 11 | 11 | 11 | 11 | 10 | 10 | 10 | 10 | 9  | 7  | 7  | 8  | 9  | 8  |
| Deportivo Cuenca        | 9  | 11 | 8  | 8  | 8  | 8  | 10 | 7  | 9  | 10 | 10 | 10 | 11 | 12 | 12 | 11 | 10 | 8  | 9  | 9  | 8  | 9  |
| Aucas                   | 10 | 9  | 10 | 11 | 11 | 12 | 12 | 12 | 12 | 12 | 12 | 12 | 12 | 11 | 11 | 12 | 12 | 12 | 12 | 10 | 11 | 10 |
| Universidad Católica    | 11 | 6  | 6  | 7  | 5  | 5  | 5  | 4  | 5  | 6  | 6  | 7  | 7  | 9  | 9  | 9  | 11 | 10 | 10 | 11 | 10 | 11 |
| Liga de Loja            | 6  | 5  | 7  | 5  | 6  | 6  | 7  | 8  | 7  | 8  | 8  | 9  | 8  | 7  | 7  | 7  | 8  | 11 | 11 | 12 | 12 | 12 |

### Resultados
| Universidad Católica | 0 - 1 Archivado el 1 de febrero de 2015 en Wayback Machine. | Independiente del Valle | Olímpico Atahualpa | 31 de enero  | 11:45 | RTS        |
| Liga de Loja         | 1 - 1 Archivado el 1 de febrero de 2015 en Wayback Machine. | Barcelona               | Reina del Cisne    | 31 de enero  | 14:00 | Canal Uno  |
| River Ecuador        | 2 - 1 Archivado el 1 de febrero de 2015 en Wayback Machine. | Aucas                   | Christian Benítez  | 31 de enero  | 16:00 | Ecuador TV |
| Liga de Quito        | 1 - 0 Archivado el 2 de febrero de 2015 en Wayback Machine. | El Nacional             | Casa Blanca        | 1 de febrero | 11:30 | Ecuador TV |
| Deportivo Quito      | 1 - 1 Archivado el 1 de febrero de 2015 en Wayback Machine. | Emelec                  | Olímpico Atahualpa | 1 de febrero | 12:00 | Oromar TV  |
| Mushuc Runa          | 2 - 1 Archivado el 2 de febrero de 2015 en Wayback Machine. | Deportivo Cuenca        | Bellavista         | 1 de febrero | 14:00 | Ecuador TV |

| Deportivo Cuenca        | 1 - 2 Archivado el 7 de febrero de 2015 en Wayback Machine. | Universidad Católica | Alejandro Serrano Aguilar  | 6 de febrero | 20:00 | Ecuador TV    |
| Emelec                  | 5 - 2 Archivado el 8 de febrero de 2015 en Wayback Machine. | Mushuc Runa          | Los Chirijos               | 7 de febrero | 16:00 | Gama TV       |
| Aucas                   | 1 - 1 Archivado el 8 de febrero de 2015 en Wayback Machine. | Liga de Quito        | Gonzalo Pozo Ripalda       | 8 de febrero | 12:00 | TC Televisión |
| El Nacional             | 0 - 1 Archivado el 8 de febrero de 2015 en Wayback Machine. | Liga de Loja         | Olímpico Atahualpa         | 8 de febrero | 12:00 | RTS           |
| Independiente del Valle | 2 - 0 Archivado el 9 de febrero de 2015 en Wayback Machine. | Deportivo Quito      | General Rumiñahui          | 8 de febrero | 16:00 | Gama TV       |
| Barcelona               | 1 - 1 Archivado el 9 de febrero de 2015 en Wayback Machine. | River Ecuador        | Monumental Banco Pichincha | 8 de febrero | 16:30 | TC Televisión |

| Deportivo Quito      | 2 - 3 Archivado el 14 de febrero de 2015 en Wayback Machine. | Deportivo Cuenca        | Olímpico Atahualpa         | 13 de febrero | 19:00 | Oromar TV     |
| Liga de Loja         | 0 - 2 Archivado el 14 de febrero de 2015 en Wayback Machine. | Emelec                  | Reina del Cisne            | 13 de febrero | 19:30 | Canal Uno     |
| River Ecuador        | 3 - 1 Archivado el 15 de febrero de 2015 en Wayback Machine. | El Nacional             | Christian Benítez          | 14 de febrero | 16:30 | Ecuador TV    |
| Universidad Católica | 2 - 2 Archivado el 15 de febrero de 2015 en Wayback Machine. | Aucas                   | Olímpico Atahualpa         | 15 de febrero | 12:00 | RTS           |
| Liga de Quito        | 2 - 1 Archivado el 15 de febrero de 2015 en Wayback Machine. | Mushuc Runa             | Casa Blanca                | 15 de febrero | 12:00 | Ecuador TV    |
| Barcelona            | 2 - 1 Archivado el 17 de febrero de 2015 en Wayback Machine. | Independiente del Valle | Monumental Banco Pichincha | 16 de febrero | 16:30 | TC Televisión |

| Deportivo Cuenca        | 1 - 1 Archivado el 21 de febrero de 2015 en Wayback Machine. | Liga de Quito        | Alejandro Serrano Aguilar | 20 de febrero | 20:00 | Ecuador TV |
| Mushuc Runa             | 2 - 2 Archivado el 22 de febrero de 2015 en Wayback Machine. | Deportivo Quito      | Bellavista                | 21 de febrero | 15:00 | Ecuador TV |
| Emelec                  | 1 - 1 Archivado el 22 de febrero de 2015 en Wayback Machine. | Universidad Católica | Los Chirijos              | 21 de febrero | 16:00 | Gama TV    |
| El Nacional             | 2 - 1 Archivado el 22 de febrero de 2015 en Wayback Machine. | Barcelona            | Olímpico Atahualpa        | 21 de febrero | 16:00 | RTS        |
| Independiente del Valle | 3 - 2 Archivado el 22 de febrero de 2015 en Wayback Machine. | River Ecuador        | General Rumiñahui         | 21 de febrero | 17:00 | Gama TV    |
| Aucas                   | 1 - 2 Archivado el 22 de febrero de 2015 en Wayback Machine. | Liga de Loja         | Gonzalo Pozo Ripalda      | 22 de febrero | 11:30 | Oromar TV  |

| Liga de Loja         | 1 - 1 Archivado el 2 de abril de 2015 en Wayback Machine.       | Deportivo Cuenca        | Reina del Cisne            | 27 de febrero | 19:30 | Ecuador TV    |
| Liga de Quito        | 2 - 1 Archivado el 2 de abril de 2015 en Wayback Machine.       | Emelec                  | Casa Blanca                | 28 de febrero | 12:00 | TC Televisión |
| El Nacional          | 1 - 2 Archivado el 24 de septiembre de 2015 en Wayback Machine. | Independiente del Valle | Olímpico Atahualpa         | 28 de febrero | 16:00 | RTS           |
| River Ecuador        | 2 - 0 Archivado el 2 de abril de 2015 en Wayback Machine.       | Mushuc Runa             | Christian Benítez          | 28 de febrero | 16:00 | Ecuador TV    |
| Universidad Católica | 2 - 1 Archivado el 2 de abril de 2015 en Wayback Machine.       | Deportivo Quito         | Olímpico Atahualpa         | 1 de marzo    | 12:00 | RTS           |
| Barcelona            | 2 - 0 Archivado el 2 de abril de 2015 en Wayback Machine.       | Aucas                   | Monumental Banco Pichincha | 1 de abril    | 19:15 | TC Televisión |

| Deportivo Cuenca        | 1 - 2 Archivado el 10 de marzo de 2015 en Wayback Machine. | River Ecuador        | Alejandro Serrano Aguilar | 6 de marzo | 20:00 | Ecuador TV    |
| Mushuc Runa             | 0 - 2 Archivado el 10 de marzo de 2015 en Wayback Machine. | Universidad Católica | Bellavista                | 7 de marzo | 16:00 | Ecuador TV    |
| Independiente del Valle | 2 - 0 Archivado el 10 de marzo de 2015 en Wayback Machine. | Liga de Loja         | General Rumiñahui         | 7 de marzo | 17:00 | Gama TV       |
| Deportivo Quito         | 0 - 0 Archivado el 10 de marzo de 2015 en Wayback Machine. | Liga de Quito        | Olímpico Atahualpa        | 8 de marzo | 11:30 | Oromar TV     |
| Aucas                   | 2 - 3 Archivado el 10 de marzo de 2015 en Wayback Machine. | El Nacional          | Gonzalo Pozo Ripalda      | 8 de marzo | 12:00 | TC Televisión |
| Emelec                  | 2 - 0 Archivado el 10 de marzo de 2015 en Wayback Machine. | Barcelona            | Modelo Alberto Spencer    | 8 de marzo | 17:30 | Gama TV       |

| Liga de Loja  | 1 - 2 Archivado el 16 de marzo de 2015 en Wayback Machine. | Mushuc Runa             | Reina del Cisne            | 14 de marzo | 14:00 | Canal Uno     |
| River Ecuador | 2 - 2 Archivado el 16 de marzo de 2015 en Wayback Machine. | Deportivo Quito         | Christian Benítez          | 14 de marzo | 16:00 | Ecuador TV    |
| Liga de Quito | 3 - 0 Archivado el 2 de abril de 2015 en Wayback Machine.  | Universidad Católica    | Casa Blanca                | 15 de marzo | 11:30 | Ecuador TV    |
| El Nacional   | 1 - 1 Archivado el 2 de abril de 2015 en Wayback Machine.  | Emelec                  | Olímpico Atahualpa         | 15 de marzo | 11:30 | RTS           |
| Aucas         | 0 - 1 Archivado el 2 de abril de 2015 en Wayback Machine.  | Independiente del Valle | Gonzalo Pozo Ripalda       | 15 de marzo | 12:00 | TC Televisión |
| Barcelona     | 2 - 0 Archivado el 2 de abril de 2015 en Wayback Machine.  | Deportivo Cuenca        | Monumental Banco Pichincha | 15 de marzo | 16:30 | TC Televisión |

| Universidad Católica | 4 - 1 Archivado el 24 de marzo de 2015 en Wayback Machine. | River Ecuador           | Olímpico Atahualpa        | 20 de marzo | 12:00 | RTS        |
| Deportivo Quito      | 3 - 1 Archivado el 2 de abril de 2015 en Wayback Machine.  | Liga de Loja            | Olímpico Atahualpa        | 20 de marzo | 19:15 | Oromar TV  |
| Deportivo Cuenca     | 1 - 0 Archivado el 2 de abril de 2015 en Wayback Machine.  | El Nacional             | Alejandro Serrano Aguilar | 20 de marzo | 20:00 | Ecuador TV |
| Mushuc Runa          | 0 - 1 Archivado el 24 de marzo de 2015 en Wayback Machine. | Independiente del Valle | Bellavista                | 21 de marzo | 16:00 | Ecuador TV |
| Emelec               | 2 - 0 Archivado el 2 de abril de 2015 en Wayback Machine.  | Aucas                   | Banco del Pacífico        | 22 de marzo | 16:15 | Gama TV    |
| Liga de Quito        | 2 - 0 Archivado el 1 de mayo de 2015 en Wayback Machine.   | Barcelona               | Casa Blanca               | 29 de abril | 19:30 | Ecuador TV |

| Aucas                   | 2 - 0 Archivado el 31 de marzo de 2015 en Wayback Machine.      | Deportivo Cuenca     | Gonzalo Pozo Ripalda       | 25 de marzo | 12:30 | TC Televisión |
| River Ecuador           | 1 - 1 Archivado el 31 de marzo de 2015 en Wayback Machine.      | Liga de Quito        | Christian Benítez          | 25 de marzo | 16:30 | Ecuador TV    |
| Barcelona               | 6 - 0 Archivado el 31 de marzo de 2015 en Wayback Machine.      | Mushuc Runa          | Monumental Banco Pichincha | 25 de marzo | 19:00 | TC Televisión |
| El Nacional             | 2 - 3 Archivado el 31 de marzo de 2015 en Wayback Machine.      | Deportivo Quito      | Olímpico Atahualpa         | 25 de marzo | 19:30 | RTS           |
| Liga de Loja            | 1 - 0 Archivado el 31 de marzo de 2015 en Wayback Machine.      | Universidad Católica | Reina del Cisne            | 25 de marzo | 19:30 | Canal Uno     |
| Independiente del Valle | 3 - 1 Archivado el 24 de septiembre de 2015 en Wayback Machine. | Emelec               | General Rumiñahui          | 8 de abril  | 19:00 | Gama TV       |

| Deportivo Quito      | 3 - 2 Archivado el 31 de marzo de 2015 en Wayback Machine. | Aucas                   | Olímpico Atahualpa        | 29 de marzo | 10:00 | Oromar TV  |
| Liga de Quito        | 2 - 1 Archivado el 1 de abril de 2015 en Wayback Machine.  | Liga de Loja            | Casa Blanca               | 29 de marzo | 11:30 | Ecuador TV |
| Mushuc Runa          | 0 - 3 Archivado el 1 de abril de 2015 en Wayback Machine.  | El Nacional             | Bellavista                | 29 de marzo | 11:30 | Ecuador TV |
| Universidad Católica | 1 - 2 Archivado el 1 de abril de 2015 en Wayback Machine.  | Barcelona               | Olímpico Atahualpa        | 29 de marzo | 12:30 | RTS        |
| Deportivo Cuenca     | 1 - 1 Archivado el 1 de abril de 2015 en Wayback Machine.  | Independiente del Valle | Alejandro Serrano Aguilar | 29 de marzo | 13:40 | Canal Uno  |
| River Ecuador        | 1 - 2 Archivado el 1 de abril de 2015 en Wayback Machine.  | Emelec                  | Christian Benítez         | 29 de marzo | 16:00 | Gama TV    |

| Emelec                  | 3 - 1 Archivado el 9 de abril de 2015 en Wayback Machine.  | Deportivo Cuenca     | Banco del Pacífico         | 3 de abril | 16:00 | Gama TV       |
| Independiente del Valle | 1 - 1 Archivado el 10 de abril de 2015 en Wayback Machine. | Liga de Quito        | General Rumiñahui          | 4 de abril | 17:00 | Gama TV       |
| Liga de Loja            | 1 - 0 Archivado el 10 de abril de 2015 en Wayback Machine. | River Ecuador        | 9 de Mayo                  | 4 de abril | 19:00 | Canal Uno     |
| El Nacional             | 0 - 0 Archivado el 11 de abril de 2015 en Wayback Machine. | Universidad Católica | Olímpico Atahualpa         | 5 de abril | 11:30 | RTS           |
| Aucas                   | 2 - 2 Archivado el 11 de abril de 2015 en Wayback Machine. | Mushuc Runa          | Gonzalo Pozo Ripalda       | 5 de abril | 12:00 | TC Televisión |
| Barcelona               | 1 - 2 Archivado el 11 de abril de 2015 en Wayback Machine. | Deportivo Quito      | Monumental Banco Pichincha | 5 de abril | 16:30 | TC Televisión |

| Universidad Católica | 0 - 4 Archivado el 12 de abril de 2015 en Wayback Machine. | El Nacional             | Olímpico Atahualpa        | 11 de abril | 12:00 | RTS        |
| Mushuc Runa          | 2 - 2 Archivado el 12 de abril de 2015 en Wayback Machine. | Aucas                   | Bellavista                | 11 de abril | 14:30 | Ecuador TV |
| River Ecuador        | 1 - 0 Archivado el 12 de abril de 2015 en Wayback Machine. | Liga de Loja            | Christian Benítez         | 11 de abril | 16:30 | Ecuador TV |
| Liga de Quito        | 2 - 0 Archivado el 13 de abril de 2015 en Wayback Machine. | Independiente del Valle | Casa Blanca               | 12 de abril | 11:30 | Ecuador TV |
| Deportivo Quito      | 1 - 0 Archivado el 14 de abril de 2015 en Wayback Machine. | Barcelona               | Olímpico Atahualpa        | 13 de abril | 19:00 | Oromar TV  |
| Deportivo Cuenca     | 0 - 4 Archivado el 1 de mayo de 2015 en Wayback Machine.   | Emelec                  | Alejandro Serrano Aguilar | 29 de abril | 20:00 | Oromar TV  |

| Barcelona               | 2 - 0 Archivado el 18 de abril de 2015 en Wayback Machine. | Universidad Católica | Monumental Banco Pichincha | 17 de abril | 19:05 | TC Televisión |
| Liga de Loja            | 0 - 0 Archivado el 18 de abril de 2015 en Wayback Machine. | Liga de Quito        | Reina del Cisne            | 17 de abril | 19:30 | Ecuador TV    |
| Aucas                   | 2 - 3 Archivado el 19 de abril de 2015 en Wayback Machine. | Deportivo Quito      | Gonzalo Pozo Ripalda       | 18 de abril | 13:00 | TC Televisión |
| El Nacional             | 1 - 2 Archivado el 19 de abril de 2015 en Wayback Machine. | Mushuc Runa          | Olímpico Atahualpa         | 18 de abril | 16:30 | RTS           |
| Independiente del Valle | 2 - 2 Archivado el 19 de abril de 2015 en Wayback Machine. | Deportivo Cuenca     | General Rumiñahui          | 18 de abril | 17:00 | Gama TV       |
| Emelec                  | 0 - 0 Archivado el 27 de abril de 2015 en Wayback Machine. | River Ecuador        | Banco del Pacífico         | 19 de abril | 16:00 | Gama TV       |

| Universidad Católica | 1 - 3 Archivado el 3 de julio de 2015 en Wayback Machine.  | Liga de Loja            | Olímpico Atahualpa        | 22 de abril | 16:30 | RTS        |
| Deportivo Quito      | 0 - 1 Archivado el 4 de marzo de 2016 en Wayback Machine.  | El Nacional             | Olímpico Atahualpa        | 22 de abril | 19:00 | Oromar TV  |
| Deportivo Cuenca     | 0 - 2 Archivado el 26 de abril de 2015 en Wayback Machine. | Aucas                   | Alejandro Serrano Aguilar | 22 de abril | 19:30 | Ecuador TV |
| Liga de Quito        | 2 - 0 Archivado el 4 de marzo de 2016 en Wayback Machine.  | River Ecuador           | Casa Blanca               | 22 de abril | 19:30 | Ecuador TV |
| Mushuc Runa          | 1 - 1 Archivado el 14 de mayo de 2015 en Wayback Machine.  | Barcelona               | Bellavista                | 13 de mayo  | 12:00 | Ecuador TV |
| Emelec               | 3 - 3 Archivado el 3 de julio de 2015 en Wayback Machine.  | Independiente del Valle | Banco del Pacífico        | 1 de julio  | 16:00 | Gama TV    |

| Independiente del Valle | 1 - 0 Archivado el 27 de abril de 2015 en Wayback Machine. | Mushuc Runa          | General Rumiñahui          | 25 de abril | 17:00 | Gama TV       |
| Liga de Loja            | 1 - 1 Archivado el 27 de abril de 2015 en Wayback Machine. | Deportivo Quito      | Reina del Cisne            | 26 de abril | 11:30 | Canal Uno     |
| El Nacional             | 1 - 1 Archivado el 27 de abril de 2015 en Wayback Machine. | Deportivo Cuenca     | Olímpico Atahualpa         | 26 de abril | 11:30 | RTS           |
| Aucas                   | 0 - 0 Archivado el 27 de abril de 2015 en Wayback Machine. | Emelec               | Gonzalo Pozo Ripalda       | 26 de abril | 12:00 | TC Televisión |
| River Ecuador           | 1 - 0 Archivado el 27 de abril de 2015 en Wayback Machine. | Universidad Católica | Christian Benítez          | 26 de abril | 14:00 | Ecuador TV    |
| Barcelona               | 0 - 1 Archivado el 27 de abril de 2015 en Wayback Machine. | Liga de Quito        | Monumental Banco Pichincha | 26 de abril | 16:30 | TC Televisión |

| Mushuc Runa             | 3 - 1 Archivado el 4 de mayo de 2015 en Wayback Machine. | Liga de Loja  | Bellavista                | 2 de mayo | 16:00 | Ecuador TV |
| Independiente del Valle | 1 - 1 Archivado el 4 de mayo de 2015 en Wayback Machine. | Aucas         | General Rumiñahui         | 2 de mayo | 17:00 | Gama TV    |
| Deportivo Quito         | 1 - 1 Archivado el 4 de mayo de 2015 en Wayback Machine. | River Ecuador | Olímpico Atahualpa        | 2 de mayo | 19:00 | Oromar TV  |
| Deportivo Cuenca        | 3 - 2 Archivado el 5 de mayo de 2015 en Wayback Machine. | Barcelona     | Alejandro Serrano Aguilar | 3 de mayo | 11:30 | Ecuador TV |
| Universidad Católica    | 1 - 1 Archivado el 5 de mayo de 2015 en Wayback Machine. | Liga de Quito | Olímpico Atahualpa        | 3 de mayo | 12:00 | RTS        |
| Emelec                  | 2 - 0 Archivado el 5 de mayo de 2015 en Wayback Machine. | El Nacional   | Banco del Pacífico        | 3 de mayo | 16:00 | Gama TV    |

| Liga de Loja         | 0 - 2 Archivado el 10 de mayo de 2015 en Wayback Machine. | Independiente del Valle | Reina del Cisne            | 8 de mayo  | 19:30 | Ecuador TV    |
| Universidad Católica | 0 - 1 Archivado el 10 de mayo de 2015 en Wayback Machine. | Mushuc Runa             | Olímpico Atahualpa         | 9 de mayo  | 12:00 | RTS           |
| River Ecuador        | 2 - 3 Archivado el 12 de mayo de 2015 en Wayback Machine. | Deportivo Cuenca        | Christian Benítez          | 9 de mayo  | 16:30 | Ecuador TV    |
| Liga de Quito        | 3 - 1 Archivado el 12 de mayo de 2015 en Wayback Machine. | Deportivo Quito         | Casa Blanca                | 9 de mayo  | 18:30 | Ecuador TV    |
| El Nacional          | 1 - 1 Archivado el 11 de mayo de 2015 en Wayback Machine. | Aucas                   | Olímpico Atahualpa         | 10 de mayo | 12:00 | RTS           |
| Barcelona            | 2 - 0 Archivado el 4 de marzo de 2016 en Wayback Machine. | Emelec                  | Monumental Banco Pichincha | 10 de mayo | 16:30 | TC Televisión |

| Deportivo Cuenca        | 1 - 0 Archivado el 18 de mayo de 2015 en Wayback Machine. | Liga de Loja         | Alejandro Serrano Aguilar | 15 de mayo | 20:00 | Ecuador TV    |
| Deportivo Quito         | 0 - 3 Archivado el 18 de mayo de 2015 en Wayback Machine. | Universidad Católica | Olímpico Atahualpa        | 16 de mayo | 17:00 | Oromar TV     |
| Independiente del Valle | 1 - 0 Archivado el 18 de mayo de 2015 en Wayback Machine. | El Nacional          | General Rumiñahui         | 16 de mayo | 17:00 | Gama TV       |
| Mushuc Runa             | 1 - 0 Archivado el 18 de mayo de 2015 en Wayback Machine. | River Ecuador        | Centenario                | 17 de mayo | 12:00 | Ecuador TV    |
| Aucas                   | 0 - 2 Archivado el 18 de mayo de 2015 en Wayback Machine. | Barcelona            | Gonzalo Pozo Ripalda      | 17 de mayo | 12:00 | TC Televisión |
| Emelec                  | 1 - 0 Archivado el 8 de julio de 2015 en Wayback Machine. | Liga de Quito        | Banco del Pacífico        | 7 de julio | 16:00 | Canal Uno     |

| Liga de Loja         | 2 - 5 Archivado el 24 de mayo de 2015 en Wayback Machine.  | Aucas                   | Reina del Cisne            | 22 de mayo  | 19:30 | Ecuador TV    |
| Deportivo Quito      | 1 - 1 Archivado el 24 de mayo de 2015 en Wayback Machine.  | Mushuc Runa             | Olímpico Atahualpa         | 23 de mayo  | 16:00 | Oromar TV     |
| River Ecuador        | 1 - 2 Archivado el 24 de mayo de 2015 en Wayback Machine.  | Independiente del Valle | Christian Benítez          | 23 de mayo  | 16:30 | Ecuador TV    |
| Liga de Quito        | 0 - 0 Archivado el 25 de mayo de 2015 en Wayback Machine.  | Deportivo Cuenca        | Casa Blanca                | 24 de mayo  | 11:30 | Ecuador TV    |
| Barcelona            | 0 - 2 Archivado el 25 de mayo de 2015 en Wayback Machine.  | El Nacional             | Monumental Banco Pichincha | 24 de mayo  | 16:30 | TC Televisión |
| Universidad Católica | 0 - 1 Archivado el 11 de julio de 2015 en Wayback Machine. | Emelec                  | Olímpico Atahualpa         | 10 de julio | 12:00 | RTS           |

| Copa América 2015 |

| Deportivo Cuenca        | 3 - 3 Archivado el 29 de junio de 2015 en Wayback Machine. | Deportivo Quito      | Alejandro Serrano Aguilar | 26 de junio | 20:00 | Ecuador TV |
| Emelec                  | 4 - 0 Archivado el 30 de junio de 2015 en Wayback Machine. | Liga de Loja         | Banco del Pacífico        | 27 de junio | 16:00 | Ecuador TV |
| Independiente del Valle | 2 - 3 Archivado el 30 de junio de 2015 en Wayback Machine. | Barcelona            | General Rumiñahui         | 27 de junio | 19:00 | Gama TV    |
| Mushuc Runa             | 0 - 1 Archivado el 30 de junio de 2015 en Wayback Machine. | Liga de Quito        | Bellavista                | 28 de junio | 11:30 | Ecuador TV |
| Aucas                   | 3 - 1 Archivado el 30 de junio de 2015 en Wayback Machine. | Universidad Católica | La Cocha                  | 28 de junio | 12:00 | Canal Uno  |
| El Nacional             | 2 - 1 Archivado el 30 de junio de 2015 en Wayback Machine. | River Ecuador        | Centenario                | 28 de junio | 12:00 | RTS        |

| River Ecuador        | 2 - 1 Archivado el 5 de julio de 2015 en Wayback Machine. | Barcelona               | Modelo Alberto Spencer | 3 de julio | 19:30 | Ecuador TV |
| Universidad Católica | 1 - 1 Archivado el 5 de julio de 2015 en Wayback Machine. | Deportivo Cuenca        | Olímpico Atahualpa     | 4 de julio | 12:00 | RTS        |
| Liga de Loja         | 0 - 3 Archivado el 5 de julio de 2015 en Wayback Machine. | El Nacional             | Reina del Cisne        | 4 de julio | 13:00 | Canal Uno  |
| Liga de Quito        | 1 - 0 Archivado el 6 de julio de 2015 en Wayback Machine. | Aucas                   | Casa Blanca            | 4 de julio | 18:30 | Ecuador TV |
| Deportivo Quito      | 3 - 2 Archivado el 6 de julio de 2015 en Wayback Machine. | Independiente del Valle | Olímpico Atahualpa     | 5 de julio | 11:30 | Oromar TV  |
| Mushuc Runa          | 1 - 3 Archivado el 7 de julio de 2015 en Wayback Machine. | Emelec                  | Bellavista             | 5 de julio | 11:30 | Ecuador TV |

| Deportivo Cuenca        | 0 - 2 Archivado el 12 de julio de 2015 en Wayback Machine. | Mushuc Runa          | Alejandro Serrano Aguilar  | 10 de julio | 20:00 | Ecuador TV    |
| Independiente del Valle | 1 - 1 Archivado el 16 de julio de 2015 en Wayback Machine. | Universidad Católica | General Rumiñahui          | 12 de julio | 12:00 | Gama TV       |
| Aucas                   | 3 - 1 Archivado el 16 de julio de 2015 en Wayback Machine. | River Ecuador        | Gonzalo Pozo Ripalda       | 12 de julio | 12:00 | TC Televisión |
| El Nacional             | 0 - 1 Archivado el 16 de julio de 2015 en Wayback Machine. | Liga de Quito        | Olímpico Atahualpa         | 12 de julio | 12:00 | RTS           |
| Emelec                  | 2 - 0 Archivado el 16 de julio de 2015 en Wayback Machine. | Deportivo Quito      | Banco del Pacífico         | 12 de julio | 12:00 | Gama TV       |
| Barcelona               | 2 - 0 Archivado el 16 de julio de 2015 en Wayback Machine. | Liga de Loja         | Monumental Banco Pichincha | 12 de julio | 16:30 | TC Televisión |

### Asistencia por equipos
La tabla siguiente muestra la cantidad de espectadores de local que acumuló cada equipo en sus respectivos partidos. Se contabilizan las asistencias a partidos de local de cada equipo. Las estadísticas se tomaron de las taquillas oficiales entregadas por FEF.
- Actualizado el 15 de julio de 2015.

| Pos  | Equipo               | Asist   | PJ | Prom      |
| ---- | -------------------- | ------- | -- | --------- |
| 1.°  | Liga de Quito        | 156 536 | 11 | 14 230,54 |
| 2.°  | Barcelona            | 147 138 | 11 | 13 376,18 |
| 3.°  | El Nacional          | 116 511 | 11 | 10 591,9  |
| 4.°  | Emelec               | 111 926 | 11 | 10 175,09 |
| 5.°  | Deportivo Cuenca     | 96 223  | 11 | 8747,54   |
| 6.°  | Aucas                | 95 702  | 11 | 8700,18   |
| 7.°  | Deportivo Quito      | 91 739  | 11 | 8339,9    |
| 8.°  | River Ecuador        | 44 359  | 11 | 4032,63   |
| 9.°  | Universidad Católica | 43 039  | 11 | 3912,63   |
| 10.° | Liga de Loja         | 34 565  | 11 | 3142,27   |
| 11.° | Independiente        | 24 902  | 11 | 2263,81   |
| 12.° | Mushuc Runa          | 22 955  | 11 | 2086,81   |

 Pos.=Posición; Asist.=Asistentes; P.J.=Partidos jugados.

## Segunda etapa

### Clasificación
| Pos. | Equipo                  | Pts. | PJ | G  | E | P  | GF | GC | Dif. |  |
| ---- | ----------------------- | ---- | -- | -- | - | -- | -- | -- | ---- |  |
| 1    | Emelec                  | 43   | 22 | 12 | 7 | 3  | 42 | 20 | +22  |  |
| 2    | Liga de Quito           | 42   | 22 | 13 | 3 | 6  | 42 | 26 | +16  |  |
| 3    | Universidad Católica    | 40   | 22 | 12 | 4 | 6  | 35 | 27 | +8   |  |
| 4    | Independiente del Valle | 37   | 22 | 11 | 4 | 7  | 45 | 30 | +15  |  |
| 5    | Aucas                   | 32   | 22 | 8  | 8 | 6  | 27 | 25 | +2   |  |
| 6    | River Ecuador           | 28   | 22 | 7  | 7 | 8  | 26 | 30 | −4   |  |
| 7    | Liga de Loja            | 26   | 22 | 8  | 3 | 11 | 28 | 33 | −5   |  |
| 8    | Deportivo Cuenca        | 25   | 22 | 6  | 7 | 9  | 21 | 27 | −6   |  |
| 9    | Barcelona               | 24   | 22 | 8  | 7 | 7  | 23 | 21 | +2   |  |
| 10   | Mushuc Runa             | 24   | 22 | 5  | 9 | 8  | 26 | 33 | −7   |  |
| 11   | El Nacional             | 20   | 22 | 6  | 3 | 13 | 17 | 34 | −17  |  |
| 12   | Deportivo Quito         | 5    | 22 | 3  | 4 | 15 | 15 | 41 | −26  |  |

 Fuente: FEF
Notas:
1. ↑  A Liga de Loja se le restó un punto por incumplimiento en el pago de sueldos a los jugadores.[17]
2. ↑  A Barcelona se le restó un punto por incumplimiento en el pago de sueldos a los jugadores,[18] también se le redujeron 6 puntos por orden de la FIFA por la deuda mantenida con el ex DT del club Benito Floro.[19]
3. ↑  A El Nacional se le restó un punto por no presentar los roles de pago del mes de septiembre.[20]
4. ↑  A Deportivo Quito se le restaron seis puntos por orden de FIFA por incumplimiento en el pago de los intereses correspondientes a la deuda mantenida con el jugador colombiano Néstor Salazar[21] y también perdió dos puntos por no presentar los roles de pago, uno del mes de agosto y otro del mes de septiembre.[22][23]

|  | Clasifica a la final de campeonato y a la Copa Libertadores 2016. |

### Evolución de la clasificación
| Equipo                  | 01 | 02 | 03 | 04 | 05 | 06 | 07 | 08 | 09 | 10 | 11 | 12 | 13 | 14 | 15 | 16 | 17 | 18 | 19 | 20 | 21 | 22 |
| ----------------------- | -- | -- | -- | -- | -- | -- | -- | -- | -- | -- | -- | -- | -- | -- | -- | -- | -- | -- | -- | -- | -- | -- |
| Emelec                  | 8  | 1  | 1  | 2  | 1  | 1  | 2  | 3  | 4  | 5  | 5  | 5  | 5  | 5  | 4  | 2  | 2  | 2  | 1  | 2  | 1  | 1  |
| Liga de Quito           | 1  | 2  | 5  | 3  | 5  | 7  | 6  | 5  | 2  | 1  | 1  | 1  | 1  | 1  | 2  | 1  | 1  | 3  | 2  | 1  | 2  | 2  |
| Universidad Católica    | 12 | 10 | 12 | 9  | 7  | 8  | 4  | 4  | 5  | 3  | 2  | 2  | 2  | 2  | 1  | 3  | 3  | 1  | 3  | 3  | 3  | 3  |
| Independiente del Valle | 11 | 6  | 3  | 5  | 9  | 6  | 3  | 2  | 3  | 4  | 4  | 4  | 4  | 3  | 3  | 4  | 4  | 4  | 4  | 4  | 4  | 4  |
| Aucas                   | 10 | 8  | 10 | 6  | 4  | 2  | 1  | 1  | 1  | 2  | 3  | 3  | 3  | 4  | 5  | 5  | 5  | 5  | 5  | 6  | 6  | 5  |
| River Ecuador           | 6  | 11 | 8  | 11 | 8  | 5  | 5  | 8  | 9  | 8  | 9  | 9  | 11 | 11 | 9  | 9  | 8  | 7  | 7  | 7  | 8  | 6  |
| Liga de Loja            | 5  | 9  | 11 | 12 | 12 | 12 | 10 | 10 | 10 | 10 | 10 | 10 | 7  | 7  | 8  | 10 | 10 | 9  | 8  | 9  | 7  | 7  |
| Deportivo Cuenca        | 9  | 12 | 9  | 8  | 6  | 9  | 9  | 9  | 8  | 9  | 8  | 6  | 6  | 6  | 6  | 6  | 7  | 8  | 9  | 8  | 9  | 8  |
| Barcelona               | 2  | 3  | 2  | 1  | 2  | 3  | 7  | 6  | 6  | 6  | 6  | 7  | 8  | 8  | 7  | 7  | 6  | 6  | 6  | 5  | 5  | 9  |
| Mushuc Runa             | 3  | 4  | 6  | 10 | 11 | 11 | 12 | 12 | 11 | 11 | 11 | 11 | 10 | 10 | 10 | 8  | 9  | 10 | 10 | 10 | 10 | 10 |
| El Nacional             | 4  | 7  | 4  | 4  | 3  | 4  | 8  | 7  | 7  | 7  | 7  | 8  | 9  | 9  | 11 | 11 | 11 | 11 | 11 | 11 | 11 | 11 |
| Deportivo Quito         | 7  | 5  | 7  | 7  | 10 | 10 | 11 | 11 | 12 | 12 | 12 | 12 | 12 | 12 | 12 | 12 | 12 | 12 | 12 | 12 | 12 | 12 |

### Resultados
| Liga de Loja            | 0 - 0 Archivado el 21 de julio de 2015 en Wayback Machine. | River Ecuador    | Reina del Cisne    | 17 de julio | 19:30 | Ecuador TV |
| Mushuc Runa             | 2 - 1 Archivado el 21 de julio de 2015 en Wayback Machine. | Deportivo Cuenca | Bellavista         | 18 de julio | 14:00 | Canal Uno  |
| El Nacional             | 1 - 0 Archivado el 21 de julio de 2015 en Wayback Machine. | Aucas            | Olímpico Atahualpa | 18 de julio | 16:00 | RTS        |
| Independiente del Valle | 1 - 3 Archivado el 22 de julio de 2015 en Wayback Machine. | Liga de Quito    | General Rumiñahui  | 18 de julio | 17:00 | Gama TV    |
| Universidad Católica    | 0 - 2 Archivado el 21 de julio de 2015 en Wayback Machine. | Barcelona        | Olímpico Atahualpa | 19 de julio | 12:00 | RTS        |
| Emelec                  | 0 - 0 Archivado el 21 de julio de 2015 en Wayback Machine. | Deportivo Quito  | Banco del Pacífico | 19 de julio | 16:00 | Gama TV    |

| Deportivo Quito  | 1 - 0 Archivado el 26 de julio de 2015 en Wayback Machine. | El Nacional             | Olímpico Atahualpa         | 24 de julio | 19:30 | Oromar TV     |
| Deportivo Cuenca | 0 - 2 Archivado el 26 de julio de 2015 en Wayback Machine. | Independiente del Valle | Alejandro Serrano Aguilar  | 24 de julio | 20:00 | Ecuador TV    |
| Aucas            | 1 - 0 Archivado el 26 de julio de 2015 en Wayback Machine. | Liga de Loja            | Gonzalo Pozo Ripalda       | 25 de julio | 15:00 | Canal Uno     |
| Barcelona        | 0 - 0 Archivado el 26 de julio de 2015 en Wayback Machine. | Mushuc Runa             | Monumental Banco Pichincha | 25 de julio | 16:30 | TC Televisión |
| Liga de Quito    | 1 - 1 Archivado el 29 de julio de 2015 en Wayback Machine. | Universidad Católica    | Casa Blanca                | 25 de julio | 18:30 | Ecuador TV    |
| River Ecuador    | 0 - 4 Archivado el 29 de julio de 2015 en Wayback Machine. | Emelec                  | Christian Benítez          | 25 de julio | 18:30 | Ecuador TV    |

| Universidad Católica    | 1 - 3 Archivado el 1 de agosto de 2015 en Wayback Machine. | Deportivo Cuenca | Olímpico Atahualpa | 29 de julio | 12:00 | RTS        |
| Emelec                  | 3 - 0 Archivado el 1 de agosto de 2015 en Wayback Machine. | Aucas            | Banco del Pacífico | 29 de julio | 16:00 | Gama TV    |
| Independiente del Valle | 3 - 0 Archivado el 1 de agosto de 2015 en Wayback Machine. | Deportivo Quito  | General Rumiñahui  | 29 de julio | 18:00 | Gama TV    |
| River Ecuador           | 1 - 0 Archivado el 1 de agosto de 2015 en Wayback Machine. | Liga de Quito    | Christian Benítez  | 29 de julio | 19:00 | Ecuador TV |
| Liga de Loja            | 1 - 2 Archivado el 1 de agosto de 2015 en Wayback Machine. | Barcelona        | 9 de Mayo          | 29 de julio | 19:00 | Ecuador TV |
| El Nacional             | 1 - 0 Archivado el 1 de agosto de 2015 en Wayback Machine. | Mushuc Runa      | Olímpico Atahualpa | 29 de julio | 19:30 | RTS        |

| Deportivo Cuenca | 0 - 0 Archivado el 5 de agosto de 2015 en Wayback Machine. | El Nacional             | Alejandro Serrano Aguilar  | 2 de agosto | 11:30 | Ecuador TV    |
| Liga de Quito    | 2 - 1 Archivado el 5 de agosto de 2015 en Wayback Machine. | Emelec                  | Casa Blanca                | 2 de agosto | 11:30 | Ecuador TV    |
| Aucas            | 4 - 0 Archivado el 5 de agosto de 2015 en Wayback Machine. | River Ecuador           | Gonzalo Pozo Ripalda       | 2 de agosto | 12:00 | TC Televisión |
| Deportivo Quito  | 1 - 1 Archivado el 5 de agosto de 2015 en Wayback Machine. | Liga de Loja            | Olímpico Atahualpa         | 2 de agosto | 12:00 | Oromar TV     |
| Mushuc Runa      | 1 - 3 Archivado el 4 de agosto de 2015 en Wayback Machine. | Universidad Católica    | Bellavista                 | 2 de agosto | 14:00 | Ecuador TV    |
| Barcelona        | 2 - 1 Archivado el 5 de agosto de 2015 en Wayback Machine. | Independiente del Valle | Monumental Banco Pichincha | 2 de agosto | 16:30 | TC Televisión |

| Independiente del Valle | 0 - 1 Archivado el 11 de agosto de 2015 en Wayback Machine. | Universidad Católica | General Rumiñahui    | 7 de agosto | 19:15 | Ecuador TV |
| Liga de Loja            | 0 - 1 Archivado el 11 de agosto de 2015 en Wayback Machine. | Deportivo Cuenca     | Reina del Cisne      | 7 de agosto | 19:15 | No tiene   |
| River Ecuador           | 3 - 1 Archivado el 11 de agosto de 2015 en Wayback Machine. | Deportivo Quito      | Christian Benítez    | 8 de agosto | 16:30 | Ecuador TV |
| Emelec                  | 1 - 0 Archivado el 11 de agosto de 2015 en Wayback Machine. | Mushuc Runa          | Los Chirijos         | 8 de agosto | 17:30 | Gama TV    |
| Aucas                   | 3 - 2 Archivado el 11 de agosto de 2015 en Wayback Machine. | Liga de Quito        | Gonzalo Pozo Ripalda | 9 de agosto | 11:30 | Canal Uno  |
| El Nacional             | 1 - 0 Archivado el 11 de agosto de 2015 en Wayback Machine. | Barcelona            | Olímpico Atahualpa   | 9 de agosto | 12:00 | RTS        |

| Mushuc Runa          | 2 - 4 Archivado el 17 de agosto de 2015 en Wayback Machine.     | Independiente del Valle | Bellavista                 | 15 de agosto | 16:00 | Ecuador TV |
| Deportivo Quito      | 0 - 1 Archivado el 18 de agosto de 2015 en Wayback Machine.     | Aucas                   | Olímpico Atahualpa         | 16 de agosto | 12:00 | Oromar TV  |
| Barcelona            | 0 - 1 Archivado el 20 de agosto de 2015 en Wayback Machine.     | River Ecuador           | Monumental Banco Pichincha | 16 de agosto | 16:30 | Canal Uno  |
| Deportivo Cuenca     | 0 - 1 Archivado el 5 de marzo de 2016 en Wayback Machine.       | Emelec                  | Alejandro Serrano Aguilar  | 16 de agosto | 18:00 | Ecuador TV |
| Universidad Católica | 3 - 1 Archivado el 24 de septiembre de 2015 en Wayback Machine. | El Nacional             | Olímpico Atahualpa         | 26 de agosto | 19:00 | RTS        |
| Liga de Quito        | 1 - 2 Archivado el 4 de marzo de 2016 en Wayback Machine.       | Liga de Loja            | Casa Blanca                | 9 de octubre | 11:30 | Ecuador TV |

| El Nacional     | 0 - 1 Archivado el 26 de agosto de 2015 en Wayback Machine.     | Independiente del Valle | Olímpico Atahualpa   | 22 de agosto | 16:00 | RTS           |
| River Ecuador   | 1 - 1 Archivado el 26 de agosto de 2015 en Wayback Machine.     | Deportivo Cuenca        | Christian Benítez    | 22 de agosto | 16:30 | Ecuador TV    |
| Deportivo Quito | 1 - 4 Archivado el 26 de agosto de 2015 en Wayback Machine.     | Liga de Quito           | Olímpico Atahualpa   | 23 de agosto | 12:00 | Oromar TV     |
| Aucas           | 3 - 1 Archivado el 26 de agosto de 2015 en Wayback Machine.     | Barcelona               | Gonzalo Pozo Ripalda | 23 de agosto | 12:00 | TC Televisión |
| Emelec          | 2 - 2 Archivado el 26 de agosto de 2015 en Wayback Machine.     | Universidad Católica    | Christian Benítez    | 23 de agosto | 17:00 | Gama TV       |
| Liga de Loja    | 2 - 1 Archivado el 24 de septiembre de 2015 en Wayback Machine. | Mushuc Runa             | Reina del Cisne      | 24 de agosto | 19:30 | Ecuador TV    |

| Deportivo Cuenca        | 1 - 1 Archivado el 31 de agosto de 2015 en Wayback Machine.     | Aucas           | Alejandro Serrano Aguilar  | 28 de agosto | 20:00 | Ecuador TV    |
| Universidad Católica    | 3 - 0 Archivado el 24 de septiembre de 2015 en Wayback Machine. | Liga de Loja    | Olímpico Atahualpa         | 29 de agosto | 17:00 | RTS           |
| Mushuc Runa             | 1 - 3 Archivado el 24 de septiembre de 2015 en Wayback Machine. | Liga de Quito   | Bellavista                 | 30 de agosto | 11:00 | Ecuador TV    |
| El Nacional             | 2 - 0 Archivado el 24 de septiembre de 2015 en Wayback Machine. | River Ecuador   | Olímpico Atahualpa         | 30 de agosto | 11:30 | RTS           |
| Barcelona               | 3 - 0 Archivado el 7 de septiembre de 2015 en Wayback Machine.  | Deportivo Quito | Monumental Banco Pichincha | 30 de agosto | 16:30 | TC Televisión |
| Independiente del Valle | 1 - 0 Archivado el 24 de septiembre de 2015 en Wayback Machine. | Emelec          | General Rumiñahui          | 30 de agosto | 17:00 | Gama TV       |

| Deportivo Quito | 0 - 3 Archivado el 7 de septiembre de 2015 en Wayback Machine.  | Deportivo Cuenca        | Olímpico Atahualpa   | 4 de septiembre | 19:30 | Oromar TV     |
| Liga de Loja    | 3 - 2 Archivado el 6 de septiembre de 2015 en Wayback Machine.  | Independiente del Valle | Reina del Cisne      | 4 de septiembre | 19:30 | Ecuador TV    |
| River Ecuador   | 2 - 2 Archivado el 10 de septiembre de 2015 en Wayback Machine. | Mushuc Runa             | Christian Benítez    | 5 de septiembre | 16:30 | Ecuador TV    |
| Liga de Quito   | 2 - 0 Archivado el 10 de septiembre de 2015 en Wayback Machine. | Barcelona               | Casa Blanca          | 6 de septiembre | 11:30 | Ecuador TV    |
| Aucas           | 2 - 1 Archivado el 10 de septiembre de 2015 en Wayback Machine. | Universidad Católica    | Gonzalo Pozo Ripalda | 6 de septiembre | 12:00 | TC Televisión |
| Emelec          | 2 - 1 Archivado el 4 de marzo de 2016 en Wayback Machine.       | El Nacional             | Los Chirijos         | 28 de octubre   | 18:30 | Gama TV       |

| Deportivo Cuenca        | 0 - 1 Archivado el 14 de septiembre de 2015 en Wayback Machine. | Liga de Quito   | Alejandro Serrano Aguilar | 11 de septiembre | 20:00 | Ecuador TV |
| Independiente del Valle | 1 - 1 Archivado el 15 de septiembre de 2015 en Wayback Machine. | River Ecuador   | General Rumiñahui         | 12 de septiembre | 17:00 | Ecuador TV |
| El Nacional             | 1 - 3 Archivado el 15 de septiembre de 2015 en Wayback Machine. | Liga de Loja    | Olímpico Atahualpa        | 13 de septiembre | 10:00 | RTS        |
| Mushuc Runa             | 3 - 1 Archivado el 15 de septiembre de 2015 en Wayback Machine. | Aucas           | Bellavista                | 13 de septiembre | 12:00 | Ecuador TV |
| Universidad Católica    | 2 - 1 Archivado el 15 de septiembre de 2015 en Wayback Machine. | Deportivo Quito | Olímpico Atahualpa        | 13 de septiembre | 12:30 | RTS        |
| Emelec                  | 0 - 0 Archivado el 16 de septiembre de 2015 en Wayback Machine. | Barcelona       | Jocay                     | 13 de septiembre | 17:00 | Gama TV    |

| River Ecuador   | 1 - 3 Archivado el 22 de septiembre de 2015 en Wayback Machine. | Universidad Católica    | Christian Benítez          | 19 de septiembre | 16:00 | Ecuador TV    |
| Liga de Quito   | 1 - 1 Archivado el 4 de marzo de 2016 en Wayback Machine.       | El Nacional             | Casa Blanca                | 20 de septiembre | 11:30 | Ecuador TV    |
| Deportivo Quito | 1 - 2 Archivado el 4 de marzo de 2016 en Wayback Machine.       | Mushuc Runa             | Olímpico Atahualpa         | 20 de septiembre | 12:00 | Oromar TV     |
| Aucas           | 1 - 1 Archivado el 4 de marzo de 2016 en Wayback Machine.       | Independiente del Valle | Gonzalo Pozo Ripalda       | 20 de septiembre | 12:00 | TC Televisión |
| Barcelona       | 1 - 1 Archivado el 4 de marzo de 2016 en Wayback Machine.       | Deportivo Cuenca        | Monumental Banco Pichincha | 20 de septiembre | 16:30 | TC Televisión |
| Liga de Loja    | 2 - 4 Archivado el 26 de noviembre de 2015 en Wayback Machine.  | Emelec                  | Reales Tamarindos          | 25 de noviembre  | 19:00 | Ecuador TV    |

| Universidad Católica    | 1 - 0 Archivado el 27 de septiembre de 2015 en Wayback Machine. | River Ecuador   | Olímpico Atahualpa        | 26 de septiembre | 12:30 | RTS        |
| Mushuc Runa             | 1 - 1 Archivado el 27 de septiembre de 2015 en Wayback Machine. | Deportivo Quito | Bellavista                | 26 de septiembre | 15:00 | Ecuador TV |
| Independiente del Valle | 1 - 1 Archivado el 28 de septiembre de 2015 en Wayback Machine. | Aucas           | General Rumiñahui         | 26 de septiembre | 17:00 | Gama TV    |
| Emelec                  | 1 - 1 Archivado el 28 de septiembre de 2015 en Wayback Machine. | Liga de Loja    | Los Chirijos              | 26 de septiembre | 17:00 | Gama TV    |
| Deportivo Cuenca        | 3 - 0 Archivado el 28 de septiembre de 2015 en Wayback Machine. | Barcelona       | Alejandro Serrano Aguilar | 27 de septiembre | 11:30 | Ecuador TV |
| El Nacional             | 1 - 5 Archivado el 28 de septiembre de 2015 en Wayback Machine. | Liga de Quito   | Olímpico Atahualpa        | 27 de septiembre | 11:30 | RTS        |

| River Ecuador   | 1 - 3 Archivado el 4 de octubre de 2015 en Wayback Machine. | Independiente del Valle | Christian Benítez          | 2 de octubre | 15:00 | Ecuador TV    |
| Aucas           | 0 - 0 Archivado el 4 de octubre de 2015 en Wayback Machine. | Mushuc Runa             | Gonzalo Pozo Ripalda       | 2 de octubre | 15:00 | Ecuador TV    |
| Liga de Loja    | 1 - 0 Archivado el 4 de octubre de 2015 en Wayback Machine. | El Nacional             | Reina del Cisne            | 2 de octubre | 19:30 | Ecuador TV    |
| Barcelona       | 0 - 1 Archivado el 4 de octubre de 2015 en Wayback Machine. | Emelec                  | Monumental Banco Pichincha | 3 de octubre | 17:00 | TC Televisión |
| Deportivo Quito | 4 - 1 Archivado el 5 de octubre de 2015 en Wayback Machine. | Universidad Católica    | Olímpico Atahualpa         | 4 de octubre | 11:30 | Oromar TV     |
| Liga de Quito   | 3 - 2 Archivado el 5 de octubre de 2015 en Wayback Machine. | Deportivo Cuenca        | Casa Blanca                | 4 de octubre | 11:30 | Ecuador TV    |

| Deportivo Cuenca        | 1 - 0 Archivado el 20 de octubre de 2015 en Wayback Machine. | Deportivo Quito | Alejandro Serrano Aguilar  | 16 de octubre | 20:00 | Ecuador TV    |
| Universidad Católica    | 3 - 0 Archivado el 20 de octubre de 2015 en Wayback Machine. | Aucas           | Olímpico Atahualpa         | 17 de octubre | 12:00 | RTS           |
| Independiente del Valle | 2 - 1 Archivado el 20 de octubre de 2015 en Wayback Machine. | Liga de Loja    | General Rumiñahui          | 17 de octubre | 17:00 | Gama TV       |
| El Nacional             | 1 - 1 Archivado el 21 de octubre de 2015 en Wayback Machine. | Emelec          | Olímpico Atahualpa         | 18 de octubre | 11:30 | RTS           |
| Mushuc Runa             | 1 - 1 Archivado el 21 de octubre de 2015 en Wayback Machine. | River Ecuador   | Bellavista                 | 18 de octubre | 12:00 | Ecuador TV    |
| Barcelona               | 1 - 0 Archivado el 21 de octubre de 2015 en Wayback Machine. | Liga de Quito   | Monumental Banco Pichincha | 18 de octubre | 16:30 | TC Televisión |

| Liga de Loja    | 1 - 2 Archivado el 26 de octubre de 2015 en Wayback Machine. | Universidad Católica    | Reina del Cisne      | 23 de octubre | 19:30 | Ecuador TV |
| Emelec          | 3 - 2 Archivado el 26 de octubre de 2015 en Wayback Machine. | Independiente del Valle | Jocay                | 24 de octubre | 16:00 | Gama TV    |
| River Ecuador   | 5 - 0 Archivado el 26 de octubre de 2015 en Wayback Machine. | El Nacional             | Christian Benítez    | 24 de octubre | 19:00 | Ecuador TV |
| Liga de Quito   | 1 - 1 Archivado el 26 de octubre de 2015 en Wayback Machine. | Mushuc Runa             | Casa Blanca          | 25 de octubre | 11:30 | Ecuador TV |
| Deportivo Quito | 0 - 1 Archivado el 26 de octubre de 2015 en Wayback Machine. | Barcelona               | Olímpico Atahualpa   | 25 de octubre | 12:00 | Oromar TV  |
| Aucas           | 0 - 0 Archivado el 26 de octubre de 2015 en Wayback Machine. | Deportivo Cuenca        | Gonzalo Pozo Ripalda | 25 de octubre | 12:00 | Canal Uno  |

| Barcelona               | 0 - 0 Archivado el 2 de noviembre de 2015 en Wayback Machine. | Aucas           | Monumental Banco Pichincha | 30 de octubre  | 19:00 | TC Televisión |
| Liga de Quito           | 2 - 0 Archivado el 2 de noviembre de 2015 en Wayback Machine. | Deportivo Quito | Casa Blanca                | 30 de octubre  | 19:15 | Ecuador TV    |
| Mushuc Runa             | 2 - 1 Archivado el 2 de noviembre de 2015 en Wayback Machine. | Liga de Loja    | Centenario                 | 31 de octubre  | 14:00 | Ecuador TV    |
| Independiente del Valle | 2 - 1 Archivado el 5 de noviembre de 2015 en Wayback Machine. | El Nacional     | General Rumiñahui          | 1 de noviembre | 11:30 | Canal Uno     |
| Universidad Católica    | 0 - 3 Archivado el 4 de noviembre de 2015 en Wayback Machine. | Emelec          | Olímpico Atahualpa         | 1 de noviembre | 12:00 | RTS           |
| Deportivo Cuenca        | 1 - 1 Archivado el 4 de noviembre de 2015 en Wayback Machine. | River Ecuador   | Alejandro Serrano Aguilar  | 2 de noviembre | 18:00 | Ecuador TV    |

| Emelec                  | 6 - 0 Archivado el 9 de noviembre de 2015 en Wayback Machine.  | Deportivo Cuenca     | Jocay                | 6 de noviembre | 16:00 | Gama TV       |
| El Nacional             | 0 - 2 Archivado el 10 de noviembre de 2015 en Wayback Machine. | Universidad Católica | Olímpico Atahualpa   | 6 de noviembre | 19:00 | Oromar TV     |
| River Ecuador           | 1 - 1 Archivado el 10 de noviembre de 2015 en Wayback Machine. | Barcelona            | Christian Benítez    | 6 de noviembre | 19:00 | Ecuador TV    |
| Independiente del Valle | 4 - 1 Archivado el 9 de noviembre de 2015 en Wayback Machine.  | Mushuc Runa          | General Rumiñahui    | 6 de noviembre | 19:00 | Gama TV       |
| Liga de Loja            | 2 - 3 Archivado el 10 de noviembre de 2015 en Wayback Machine. | Liga de Quito        | Reina del Cisne      | 6 de noviembre | 20:00 | Canal Uno     |
| Aucas                   | 2 - 2 Archivado el 12 de noviembre de 2015 en Wayback Machine. | Deportivo Quito      | Gonzalo Pozo Ripalda | 8 de noviembre | 12:00 | TC Televisión |

| Deportivo Cuenca     | 1 - 2 Archivado el 21 de noviembre de 2015 en Wayback Machine. | Liga de Loja            | Alejandro Serrano Aguilar  | 20 de noviembre | 20:00 | Ecuador TV    |
| Universidad Católica | 2 - 1 Archivado el 23 de noviembre de 2015 en Wayback Machine. | Independiente del Valle | Olímpico Atahualpa         | 21 de noviembre | 19:00 | Canal Uno     |
| Liga de Quito        | 0 - 2 Archivado el 24 de noviembre de 2015 en Wayback Machine. | Aucas                   | Casa Blanca                | 22 de noviembre | 11:30 | Ecuador TV    |
| Mushuc Runa          | 2 - 2 Archivado el 24 de noviembre de 2015 en Wayback Machine. | Emelec                  | Bellavista                 | 22 de noviembre | 11:30 | Ecuador TV    |
| Deportivo Quito      | 0 - 3 Archivado el 21 de noviembre de 2015 en Wayback Machine. | River Ecuador           | Olímpico Atahualpa         | 22 de noviembre | 11:30 | Oromar TV     |
| Barcelona            | 3 - 0 Archivado el 24 de noviembre de 2015 en Wayback Machine. | El Nacional             | Monumental Banco Pichincha | 22 de noviembre | 16:30 | TC Televisión |

| Universidad Católica    | 1 - 1 Archivado el 1 de diciembre de 2015 en Wayback Machine. | Mushuc Runa      | Olímpico Atahualpa | 27 de noviembre | 19:00 | Ecuador TV |
| Independiente del Valle | 3 - 3 Archivado el 1 de diciembre de 2015 en Wayback Machine. | Barcelona        | General Rumiñahui  | 28 de noviembre | 17:00 | Gama TV    |
| River Ecuador           | 1 - 0 Archivado el 1 de diciembre de 2015 en Wayback Machine. | Aucas            | Christian Benítez  | 28 de noviembre | 19:00 | Ecuador TV |
| Liga de Loja            | 1 - 0 Archivado el 2 de diciembre de 2015 en Wayback Machine. | Deportivo Quito  | Reina del Cisne    | 29 de noviembre | 11:30 | Canal Uno  |
| El Nacional             | 2 - 0 Archivado el 1 de diciembre de 2015 en Wayback Machine. | Deportivo Cuenca | Olímpico Atahualpa | 29 de noviembre | 11:30 | RTS        |
| Emelec                  | 0 - 2 Archivado el 1 de diciembre de 2015 en Wayback Machine. | Liga de Quito    | Jocay              | 29 de noviembre | 16:00 | Gama TV    |

| Aucas            | 3 - 3 Archivado el 4 de diciembre de 2015 en Wayback Machine. | Emelec                  | Gonzalo Pozo Ripalda      | 2 de diciembre | 15:00 | TC Televisión |
| Mushuc Runa      | 1 - 2 Archivado el 4 de diciembre de 2015 en Wayback Machine. | El Nacional             | Bellavista                | 2 de diciembre | 16:00 | Ecuador TV    |
| Deportivo Quito  | 0 - 5 Archivado el 4 de diciembre de 2015 en Wayback Machine. | Independiente del Valle | Olímpico Atahualpa        | 2 de diciembre | 19:00 | Oromar TV     |
| Liga de Quito    | 1 - 0 Archivado el 4 de diciembre de 2015 en Wayback Machine. | River Ecuador           | Casa Blanca               | 2 de diciembre | 19:15 | Ecuador TV    |
| Barcelona        | 2 - 1 Archivado el 4 de diciembre de 2015 en Wayback Machine. | Liga de Loja            | Los Chirijos              | 2 de diciembre | 19:30 | TC Televisión |
| Deportivo Cuenca | 1 - 0 Archivado el 4 de diciembre de 2015 en Wayback Machine. | Universidad Católica    | Alejandro Serrano Aguilar | 2 de diciembre | 20:00 | Ecuador TV    |

| El Nacional             | 1 - 2 Archivado el 8 de diciembre de 2015 en Wayback Machine. | Deportivo Quito  | Gonzalo Pozo Ripalda | 6 de diciembre | 12:00 | Canal Uno |
| Universidad Católica    | 2 - 1 Archivado el 8 de diciembre de 2015 en Wayback Machine. | Liga de Quito    | Olímpico Atahualpa   | 6 de diciembre | 12:00 | RTS       |
| Liga de Loja            | 2 - 1 Archivado el 8 de diciembre de 2015 en Wayback Machine. | Aucas            | Reina del Cisne      | 6 de diciembre | 12:00 | Canal Uno |
| Mushuc Runa             | 1 - 0 Archivado el 8 de diciembre de 2015 en Wayback Machine. | Barcelona        | Bellavista           | 6 de diciembre | 12:00 | Oromar TV |
| Emelec                  | 3 - 1 Archivado el 8 de diciembre de 2015 en Wayback Machine. | River Ecuador    | Jocay                | 6 de diciembre | 12:00 | Gama TV   |
| Independiente del Valle | 2 - 0 Archivado el 8 de diciembre de 2015 en Wayback Machine. | Deportivo Cuenca | General Rumiñahui    | 6 de diciembre | 12:00 | Gama TV   |

| Deportivo Cuenca | 1 - 1 Archivado el 22 de diciembre de 2015 en Wayback Machine. | Mushuc Runa             | Alejandro Serrano Aguilar | 12 de diciembre | 15:30 | Ecuador TV    |
| River Ecuador    | 2 - 1 Archivado el 22 de diciembre de 2015 en Wayback Machine. | Liga de Loja            | Christian Benítez         | 12 de diciembre | 15:30 | Ecuador TV    |
| Aucas            | 1 - 0 Archivado el 22 de diciembre de 2015 en Wayback Machine. | El Nacional             | Gonzalo Pozo Ripalda      | 12 de diciembre | 15:30 | Canal Uno     |
| Liga de Quito    | 4 - 3 Archivado el 22 de diciembre de 2015 en Wayback Machine. | Independiente del Valle | Bellavista                | 13 de diciembre | 11:30 | Ecuador TV    |
| Deportivo Quito  | 0 - 1 Archivado el 22 de diciembre de 2015 en Wayback Machine. | Emelec                  | Olímpico Atahualpa        | 13 de diciembre | 11:30 | Oromar TV     |
| Barcelona        | 1 - 1 Archivado el 4 de marzo de 2016 en Wayback Machine.      | Universidad Católica    | Los Chirijos              | 13 de diciembre | 11:30 | TC Televisión |

### Asistencia por equipos
La tabla siguiente muestra la cantidad de espectadores de local que acumuló cada equipo en sus respectivos partidos. Se contabilizan las asistencias a partidos de local de cada equipo. Las estadísticas se tomaron de las taquillas oficiales entregadas por FEF.
- Actualizado el 15 de diciembre de 2015.

| Pos  | Equipo               | Asist   | PJ | Prom    |
| ---- | -------------------- | ------- | -- | ------- |
| 1.°  | Liga de Quito        | 105 998 | 11 | 9636,18 |
| 2.°  | Barcelona            | 101 395 | 11 | 9217,72 |
| 3.°  | Emelec               | 96 406  | 11 | 8764,18 |
| 4.°  | Deportivo Cuenca     | 74 765  | 11 | 6796,81 |
| 5.°  | Aucas                | 72 483  | 11 | 6589,36 |
| 6.°  | El Nacional          | 66 673  | 11 | 6061,18 |
| 7.°  | Deportivo Quito      | 65 343  | 11 | 5940,27 |
| 8.°  | Liga de Loja         | 47 288  | 11 | 4298,90 |
| 9.°  | Universidad Católica | 40 095  | 11 | 3645    |
| 10.° | River Ecuador        | 21 262  | 11 | 1932,90 |
| 11.° | Mushuc Runa          | 13 675  | 11 | 1243,18 |
| 12.° | Independiente        | 12 884  | 11 | 1171,27 |

 Pos.=Posición; Asist.=Asistentes; P.J.=Partidos jugados.

## Tabla acumulada

### Clasificación
| Pos. | Equipo                  | Pts. | PJ | G  | E  | P  | GF | GC | Dif. |  |
| ---- | ----------------------- | ---- | -- | -- | -- | -- | -- | -- | ---- |  |
| 1    | Liga de Quito           | 89   | 44 | 26 | 11 | 7  | 70 | 36 | +34  |  |
| 2    | Emelec                  | 88   | 44 | 25 | 13 | 6  | 83 | 38 | +45  |  |
| 3    | Independiente del Valle | 79   | 44 | 23 | 10 | 11 | 80 | 54 | +26  |  |
| 4    | Universidad Católica    | 61   | 44 | 17 | 10 | 17 | 57 | 58 | −1   |  |
| 5    | Barcelona               | 56   | 44 | 18 | 10 | 16 | 56 | 45 | +11  |  |
| 6    | Aucas                   | 54   | 44 | 13 | 15 | 16 | 59 | 59 | 0    |  |
| 7    | River Ecuador           | 54   | 44 | 14 | 12 | 18 | 53 | 62 | −9   |  |
| 8    | Mushuc Runa             | 50   | 44 | 12 | 14 | 18 | 51 | 71 | −20  |  |
| 9    | El Nacional             | 48   | 44 | 14 | 7  | 23 | 45 | 58 | −13  |  |
| 10   | Deportivo Cuenca        | 48   | 44 | 11 | 15 | 18 | 46 | 64 | −18  |  |
| 11   | Liga de Loja            | 42   | 44 | 13 | 7  | 24 | 45 | 70 | −25  |  |
| 12   | Deportivo Quito         | 34   | 44 | 10 | 12 | 22 | 48 | 78 | −30  |  |

 Fuente: FEF
Notas:
1. ↑  Barcelona, por reglamento de la Federación Ecuatoriana de Fútbol pierde 1 punto al no entregar a tiempo roles de pago respectivos;[15] también se le restó un punto por incumplimiento en el pago de sueldos a los jugadores,[18] también se le redujeron 6 puntos por orden de la FIFA por la deuda mantenida con el ex DT del club Benito Floro.[19]
2. ↑  A El Nacional se le restó un punto por no presentar los roles de pago del mes de septiembre.[20]
3. ↑  Liga de Loja sufrió la pérdida de 3 puntos por hacer actuar a Ángel Gracia, jugador que había terminado su contrato con el equipo lojano el 30 de junio, sin embargo el futbolista jugó el partido de la Fecha 22 de la Primera etapa contra Barcelona S.C. en Guayaquil, la Comisión Disciplinaria de la Federación Ecuatoriana de Fútbol decidió quitarle 3 puntos al cuadro de la garra del oso;[16] también se le restó un punto por incumplimiento en el pago de sueldos a los jugadores.[17]
4. ↑  A Deportivo Quito se le restaron seis puntos por orden de FIFA por incumplimiento en el pago de los intereses correspondientes a la deuda mantenida con el jugador colombiano Néstor Salazar[21] y también perdió dos puntos por no presentar los roles de pago, uno del mes de agosto y otro del mes de septiembre.[22][23]

|  | Clasificado a la fase de grupos de la Copa Libertadores 2016 y a la Copa Sudamericana 2016. |
|  | Clasificado a la fase de grupos de la Copa Libertadores 2016.                               |
|  | Clasificado a la primera fase de la Copa Libertadores 2016.                                 |
|  | Clasificados para la primera fase de la Copa Sudamericana 2016.                             |
|  | Descendidos a la Serie B 2016.                                                              |

### Evolución de la clasificación
| Equipo                  | 23 | 24 | 25 | 26 | 27 | 28 | 29 | 30 | 31 | 32 | 33 | 34 | 35 | 36 | 37 | 38 | 39 | 40 | 41 | 42 | 43 | 44 |
| ----------------------- | -- | -- | -- | -- | -- | -- | -- | -- | -- | -- | -- | -- | -- | -- | -- | -- | -- | -- | -- | -- | -- | -- |
| Liga de Quito           | 1  | 1  | 2  | 1  | 2  | 2  | 2  | 1  | 1  | 1  | 1  | 1  | 1  | 1  | 1  | 1  | 1  | 1  | 1  | 1  | 1  | 1  |
| Emelec                  | 2  | 2  | 1  | 2  | 1  | 1  | 1  | 2  | 2  | 2  | 2  | 2  | 2  | 3  | 2  | 2  | 2  | 2  | 2  | 2  | 2  | 2  |
| Independiente del Valle | 3  | 3  | 3  | 3  | 3  | 3  | 3  | 3  | 3  | 3  | 3  | 3  | 3  | 2  | 3  | 3  | 3  | 3  | 3  | 3  | 3  | 3  |
| Universidad Católica    | 11 | 11 | 11 | 11 | 11 | 11 | 9  | 8  | 8  | 8  | 7  | 5  | 6  | 5  | 5  | 5  | 5  | 5  | 5  | 5  | 5  | 4  |
| Barcelona               | 4  | 4  | 4  | 4  | 4  | 4  | 4  | 4  | 4  | 4  | 4  | 4  | 4  | 4  | 4  | 4  | 4  | 4  | 4  | 4  | 4  | 5  |
| Aucas                   | 10 | 9  | 10 | 9  | 8  | 7  | 6  | 6  | 6  | 6  | 6  | 6  | 5  | 6  | 6  | 6  | 6  | 6  | 7  | 6  | 6  | 6  |
| River Ecuador           | 8  | 8  | 7  | 7  | 7  | 6  | 7  | 7  | 7  | 7  | 8  | 9  | 9  | 9  | 9  | 8  | 7  | 7  | 6  | 7  | 7  | 7  |
| Mushuc Runa             | 7  | 7  | 8  | 8  | 10 | 10 | 11 | 11 | 11 | 11 | 9  | 10 | 10 | 10 | 10 | 9  | 9  | 8  | 9  | 10 | 8  | 8  |
| El Nacional             | 5  | 6  | 5  | 5  | 5  | 5  | 5  | 5  | 5  | 5  | 5  | 7  | 7  | 7  | 7  | 10 | 10 | 10 | 8  | 8  | 9  | 9  |
| Deportivo Cuenca        | 9  | 10 | 9  | 10 | 9  | 9  | 10 | 10 | 9  | 9  | 10 | 8  | 8  | 8  | 8  | 7  | 8  | 9  | 10 | 9  | 10 | 10 |
| Liga de Loja            | 12 | 12 | 12 | 12 | 12 | 12 | 12 | 12 | 12 | 12 | 12 | 12 | 12 | 11 | 11 | 11 | 11 | 11 | 11 | 11 | 11 | 11 |
| Deportivo Quito         | 6  | 5  | 6  | 6  | 6  | 8  | 8  | 9  | 10 | 10 | 11 | 11 | 11 | 12 | 12 | 12 | 12 | 12 | 12 | 12 | 12 | 12 |

## Tercera etapa
| Finalistas                   | Vía de clasificación        |
| ---------------------------- | --------------------------- |
| Liga Deportiva Universitaria | Ganador de la Primera etapa |
| Club Sport Emelec            | Ganador de la Segunda etapa |

### Ida
| 16 de diciembre, 19:15 | Emelec                    | 3:1 (1:0)                   | Liga de Quito | Estadio Reales Tamarindos, Portoviejo                       |                                                             |
|                        | Gaibor 7' · Mena 49', 66' | Ecuagol Reporte FEF Reporte | Cevallos 83'  | Asistencia: 14 023 espectadores Árbitro(s): Vinicio Espinel | Asistencia: 14 023 espectadores Árbitro(s): Vinicio Espinel |

### Vuelta
| 20 de diciembre, 11:30 | Liga de Quito | 0:0 (Global 1:3)            | Emelec | Estadio Casa Blanca, Quito                                 |                                                            |
|                        |               | Ecuagol Reporte FEF Reporte |        | Asistencia: 50 500 espectadores Árbitro(s): Daniel Salazar | Asistencia: 50 500 espectadores Árbitro(s): Daniel Salazar |

- Club Sport Emelec ganó 3 - 1 en el marcador global.

|                                        |
|                                        |
| Campeón Club Sport Emelec 13.er título |

## Goleadores
- Actualizado el 31 de diciembre de 2015

| Jugador            | Equipo                  | Goles | Partidos | Media | Penal |
| ------------------ | ----------------------- | ----- | -------- | ----- | ----- |
| 1. Miler Bolaños   | Emelec                  | 25    | 34       | 0.73  | 8     |
| 2. Daniel Néculman | River Ecuador           | 22    | 40       | 0.55  | 8     |
| 3. Bruno Vides     | Universidad Católica    | 16    | 21       | 0.76  | 3     |
| 4. Narciso Mina    | Liga de Quito           | 14    | 33       | 0.42  | 5     |
| 5. Ismael Blanco   | Barcelona               | 14    | 42       | 0.33  | 0     |
| 6. José Angulo     | Independiente del Valle | 12    | 13       | 0.92  | 0     |
| 7. Daniel Angulo   | Independiente del Valle | 12    | 18       | 0.67  | 2     |
| 8. Roberto Ordóñez | Mushuc Runa             | 12    | 36       | 0.33  | 0     |
| 9. Gabriel Cortez  | Independiente del Valle | 12    | 37       | 0.32  | 6     |
| 10. José Cevallos  | Liga de Quito           | 11    | 44       | 0.25  | 1     |

## Máximos asistentes
- Actualizado el 31 de diciembre de 2015

| Jugador             | Equipo                  | Asistencias | Partidos |
| ------------------- | ----------------------- | ----------- | -------- |
| 1. Miler Bolaños    | Emelec                  | 11          | 34       |
| 2. Brahian Alemán   | Barcelona               | 11          | 37       |
| 3. Ángel Mena       | Emelec                  | 11          | 38       |
| 4. Juan Pablo Caffa | Liga de Loja            | 10          | 38       |
| 5. Richard Calderón | Deportivo Quito         | 8           | 39       |
| 6. Omar Andrade     | Aucas                   | 6           | 31       |
| 7. Pablo Caballero  | Independiente del Valle | 6           | 36       |
| 8. Christian Lara   | El Nacional             | 6           | 41       |
| 9. Juan Govea       | Mushuc Runa             | 5           | 35       |
| 10. Diego Morales   | Liga de Quito           | 5           | 39       |